# کونسو
کونسو (انگلیسی: Konso) یا کارات شهری در جنوب غربی اتیوپی و پایتخت منطقه کونسو در ایالت جدید منطقه‌ای جنوب اتیوپی است. این شهر در فاصله ۲۰ کیلومتری شمال رود ساگان و در ارتفاع ۱٬۶۵۰ متر (۵٬۴۱۰ فوت) از سطح دریا قرار دارد. برخی از ساکنان همجوار این شهر را پاکاول نیز می‌نامند.
این شهر و روستاهای اطراف آن در سال ۲۰۱۱ به دلیل سنت‌های فرهنگی منحصربه‌فرد و اهمیت آن برای مردم کنسو به عنوان یک منظر فرهنگی در یونسکو میراث جهانی ثبت شدند.

## تاریخچه
بر اساس سنت‌های شفاهی مردم کنسو، آن‌ها حدود ۴۰۰ سال پیش به این منطقه مهاجرت کرده‌اند. این ادعا با تعداد نسل‌های ذکر شده (۲۱ نسل) از زمان اولین رئیس آیینی تأیید می‌شود.
در سال ۱۸۹۷، منلیک دوم کنترل شهر را به دست گرفت.
در سال ۱۹۳۱، کشیش آزایس مجسمه‌های واگا (واکا) را معرفی کرد. در سال ۱۹۵۶، مرداک آثار باستانی مگالیتی این شهر را به مردم کوشی مرتبط دانست. در کتاب بازارهای آفریقا اثر کلکهون که در سال ۱۹۶۲ منتشر شد، نویسنده به سطوح بالای توسعه اقتصادی باستانی در این شهر اشاره کرده است. در سال ۱۹۸۴، امبورن تکنیک‌های تاریخی کشاورزی سخت‌کوشانه منطقه را مطالعه کرد.
این منطقه در ۳۰ سپتامبر ۱۹۹۷ به دلیل اهمیت فرهنگی جهانی به فهرست موقت یونسکو میراث جهانی اضافه شد و در سال ۲۰۱۱ به‌طور رسمی به عنوان میراث جهانی شناخته شد. کنسو اولین مکان در اتیوپی است که به عنوان «منظر فرهنگی» به رسمیت شناخته شده است.
یک مزرعه کشت پایا به نام اکولوژ توت‌فرنگی در سال ۲۰۰۷ در شمال این شهر تأسیس شد. این مزرعه با داوطلبان بین‌المللی و سه مدرسه محلی همکاری می‌کند تا مواد غذایی تولید کند، طبیعت‌گردی را ترویج دهد و آموزش‌هایی در زمینه کشاورزی پایدار ارائه کند.

## منظر فرهنگی

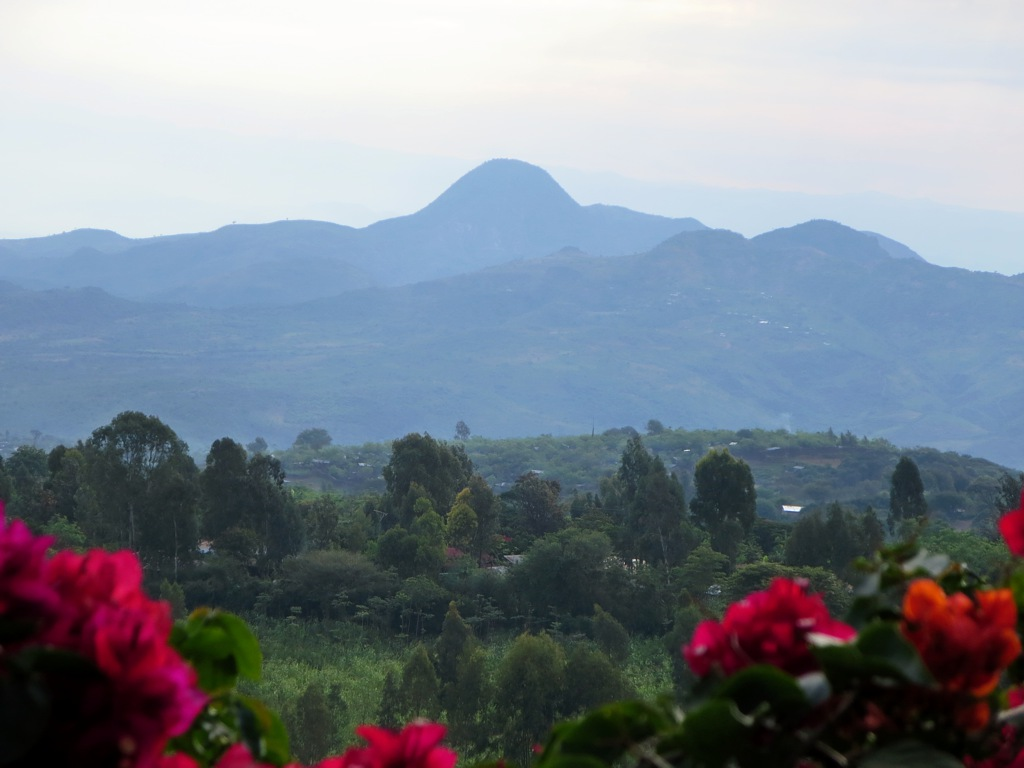
منظره‌ای از کنسو

منطقه اطراف کنسو به شدت کرت‌بندی شده است تا از فرسایش خاک به دلیل بارندگی‌های پراکنده و گاه شدید محافظت شود. تراس‌ها شیب‌دار هستند (برخی تا ارتفاع ۸ متر (۲۶ فوت) می‌رسند) و با سنگ تقویت شده‌اند. برجک‌ها و پشت‌بندهای اضافی نیز در امتداد دیوارهای نگهدارنده ساخته شده‌اند. ساخت و نگهداری این تراس‌ها معمولاً به کمک تمام اعضای خانواده انجام می‌شود.
روستاهای محصور به نام پالتا بر روی تپه‌ها و ارتفاعات استراتژیک منطقه قرار دارند. این روستاها با یک تا شش حلقه دیوار سنگی متحدالمرکز احاطه شده‌اند که عمدتاً از سنگ‌های بازالتی تشکیل شده‌اند. دیوارهای قدیمی‌تر داخلی می‌توانند تا ۴ متر (۱۳ فوت) ارتفاع و ۲٫۵ متر (۸ فوت ۲ اینچ) عرض داشته باشند. درون پالتاها، مردم کنسو در مجموعه‌های جداگانه‌ای شامل چندین سازه سقف‌دار مانند انبارها، خانه‌ها و محل نگهداری دام (کرال) زندگی می‌کنند. این روستاها همچنین دارای چندین فضای بزرگ گردهمایی به نام مورا هستند که برای مقاصد اجتماعی و آیینی استفاده می‌شوند.

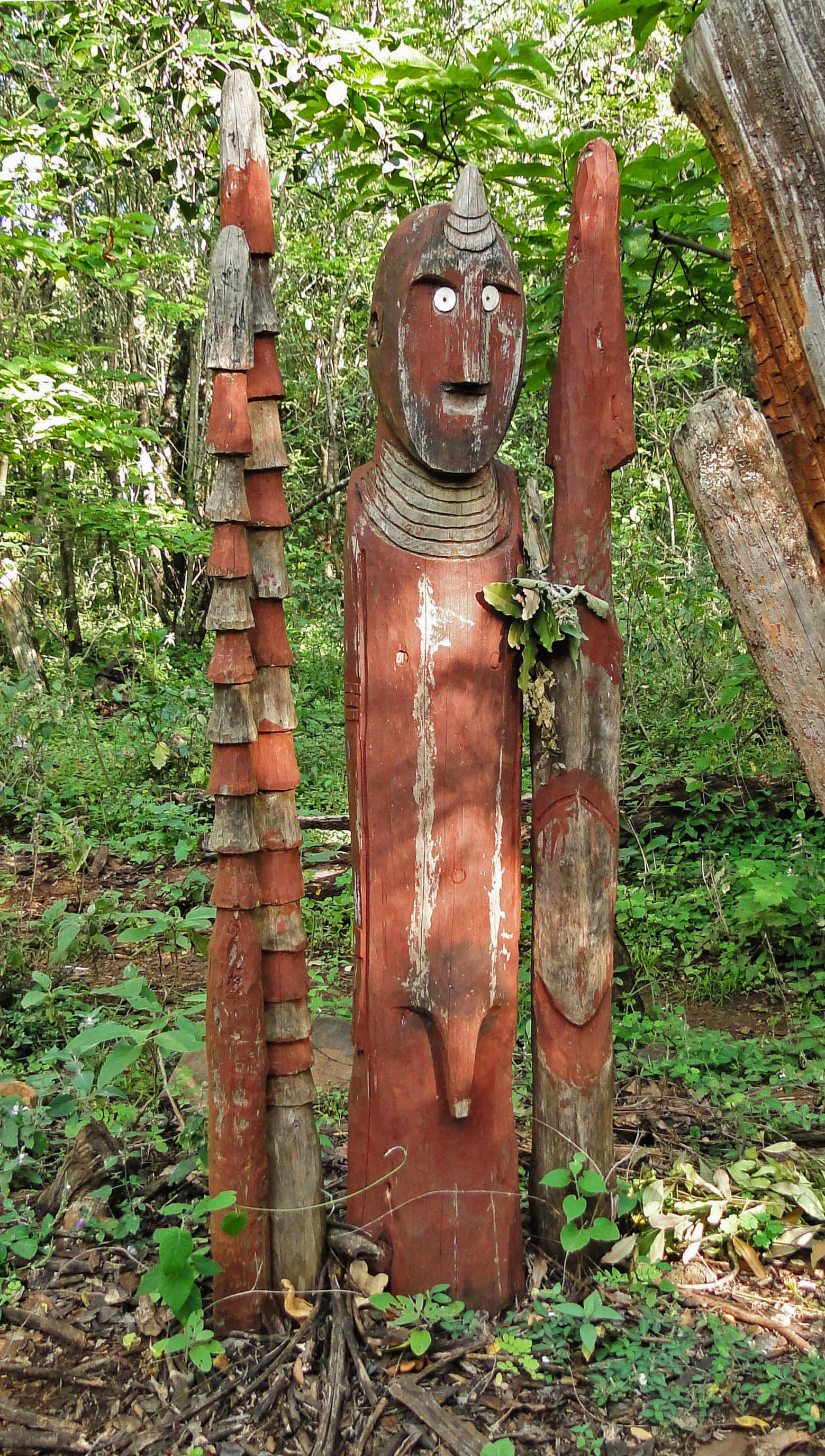
مجسمه‌های واگا

مردم کنسو سنت منحصربه‌فردی در برپایی سنگ‌های نشانه‌گذاری نسل‌ها به نام داگا-هلا دارند که طی یک فرایند آیینی استخراج و جابه‌جا می‌شوند. همچنین آن‌ها به خاطر مجسمه واگا مشهورند؛ مجسمه‌هایی که به یاد اعضای درگذشته جامعه ساخته می‌شوند. این مجسمه‌ها معمولاً به صورت استیلیزه و انسان‌مانند ساخته می‌شوند و اعضای جامعه، خانواده‌هایشان و گاهی رویدادهای مهم زندگی‌شان را توصیف می‌کنند. جنگل‌های مقدس نزدیک پالتاها دارای مکان‌های آیینی مهمی هستند، به‌ویژه برای مراسم آغازین، و محل دفن رهبران آیینی محسوب می‌شوند.
در نزدیکی تپه‌های کنسو، بسترهای فسیلی با تراکم بالایی از بقایای انسانیان اولیه وجود دارند.

## اقتصاد
فیلیپ بریگز بیان می‌کند که شهر کنونی «می‌تواند به شکلی ساده به عنوان یک میدان بزرگ ترافیکی با یک پمپ بنزین و تعدادی هتل محلی توصیف شود.» بر اساس آمار دفتر مالی و توسعه اقتصادی منطقه جنوب، تا تاریخ ۲۰۰۳ کنسو امکاناتی مانند تلفن دیجیتال، خدمات پستی، برق از طریق ژنراتور، و شعبه‌ای از یک سازمان سرمایه‌گذاری خرد دارد. صنایع محلی شامل زنبورداری، تولید پنبه، نساجی و کشاورزی هستند. بازار محلی در روزهای دوشنبه و پنجشنبه در نقطه‌ای دو کیلومتر دورتر از شهر در امتداد جاده جینکا برگزار می‌شود.

## جمعیت‌شناسی
بر اساس آمار آژانس آماری مرکزی (اتیوپی) در سال ۲۰۰۵، جمعیت تخمینی کارات ۴٬۵۹۳ نفر بوده که از این تعداد ۲٬۲۵۸ نفر مرد و ۲٬۳۳۵ نفر زن بوده‌اند. سرشماری ملی سال ۱۹۹۴ نشان داد که این شهر دارای جمعیتی ۲٬۵۳۵ نفری بوده که از این تعداد ۱٬۲۵۰ نفر مرد و ۱٬۲۸۵ نفر زن بوده‌اند.

## درگیری از سال ۱۹۹۰
در این منطقه، یک درگیری مداوم و اختلافات ارضی وجود دارد که باعث کشته شدن بسیاری از غیرنظامیان و آوارگی صدها هزار نفر شده است. سازمان ملل هشدار داده است که کنسو در سال ۲۰۲۲ یکی از مناطق بحرانی اولویت‌دار به دلیل درگیری‌های مداوم و شرایط نامساعد جوی بوده که بحران انسانی موجود در این منطقه را تشدید کرده است.